# Nerf splanchnique

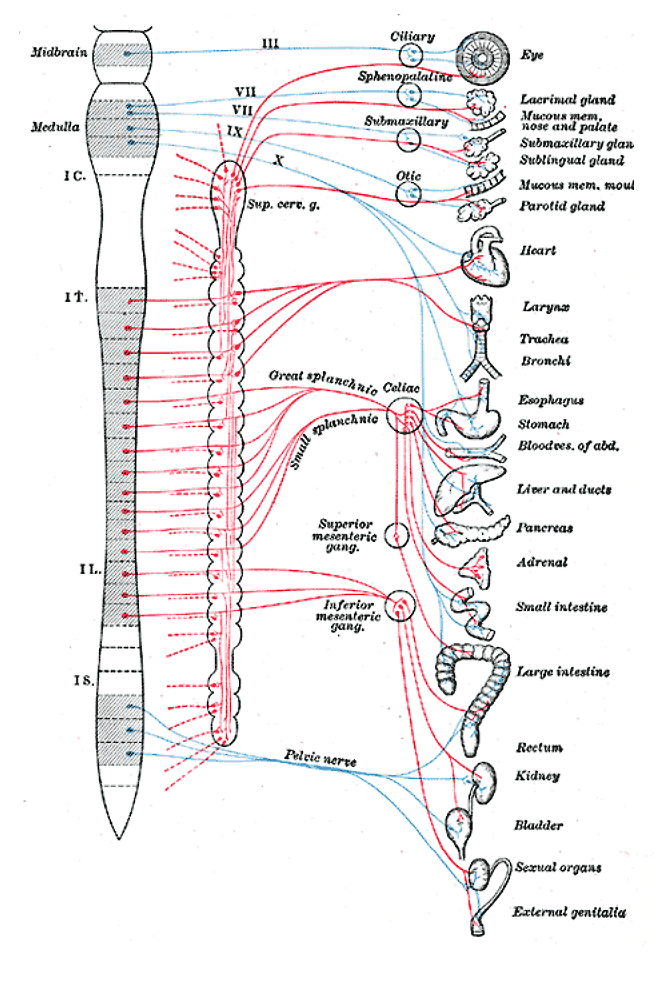
Schéma du système nerveux efférent sympathique (rouge) et parasympathique (bleu).

Les nerfs splanchniques sont des nerfs du système nerveux autonome innervant les viscères de l'abdomen et du pelvis. Ils peuvent être de nature sympathique ou parasympathique. Les nerfs sympathiques sont les nerfs splanchniques thoraciques, lombaires et sacrés, issus des troncs sympathiques. Les nerfs parasympathiques sont les nerfs splanchniques pelviens, issus des branches ventrales des deuxième, troisième et quatrième nerfs spinaux sacrés.

## Nerfs splanchniques sympathiques
Les nerfs splanchniques sympathiques sont issus des troncs sympathiques ; il existe les nerfs splanchniques thoraciques, lombaires et sacrés, issus respectivement des parties thoraciques, lombaires et sacrées des troncs sympathiques. Les nerfs thoraciques sont au nombre de trois : les nerfs splanchniques grand, petit et inférieur. L'ensemble de ces nerfs se dirige vers les plexus prévertébraux tels que les plexus cœliaque, aortique et hypogastrique supérieur.
Les neurones contenus dans ces nerfs ont leur corps cellulaires situés dans les cornes latérales de la substance grise de la moelle spinale, présentes uniquement au niveau de ses segments thoraciques et premier et deuxième lombaires. Leurs axones empruntent la partie initiale des nerfs spinaux qu'ils quittent au niveau des rameaux communicants blancs pour rejoindre les tronc sympathiques. Après un trajet variable au sein des tronc sympathiques, les axones empruntent les nerfs splanchniques thoraciques, lombaires et sacrés, puis font synapse au niveau des ganglions prévertébraux. Le neurotransmetteur au niveau de ces synapses est l'acétylcholine. L'ensemble des viscères abdominopelviens est innervée par ces nerfs, via des neurones post-ganglionnaires pour la grande majorité. Une petite partie de ces axones innerve directement, sans neurones post-ganglionnaires, la partie médullaire des glandes surrénales et stimule la sécrétion de catécholamines.

## Nerfs splanchniques parasympathiques
Les nerfs splanchniques parasympathiques sont les nerfs splanchniques pelviens. Ils sont issus des rameaux ventraux des deuxième, troisième et quatrième nerfs spinaux sacrés et se rendent vers les plexus hypogastriques inférieurs, situés en avant des artères iliaques internes.
Les neurones de ces nerfs ont leur corps cellulaires situés dans la substance grise des deuxième, troisième et quatrième niveaux sacrés de la moelle spinale. Les corps cellulaires sont situés entre les cornes antérieure et postérieure, sans qu'il y ait de corne latérale macroscopiquement visible à ce niveau. Les axones de ces neurones empruntent les parties initiales des branches ventrales des deuxième, troisième et quatrième nerfs spinaux sacrés, qu'ils quittent via les nerfs splanchniques pelviens pour se rendre vers les plexus hypogastriques inférieurs. Par le biais des différentes connexions nerveuses, ils se rendent près des parois des viscères où ils font synapse avec des neurones post-ganglionnaires. Le neurotransmetteur de ces synapses est l'acétylcholine. Ces nerfs innervent les viscères pelviens ainsi que, pour les viscères abdominaux, uniquement la portion descendante du côlon. L'innervation de la majorité des viscères abdominaux n'est pas assurée par les nerfs splanchniques pelviens, mais par les fibres des nerfs vagues, issues du tronc cérébral et cheminant dans le cou puis le thorax pour rejoindre l'abdomen.